# لويد ماكغراث
لويد ماكغراث (بالإنجليزية: Lloyd McGrath)‏ هو لاعب كرة قدم بريطاني في مركز الوسط، ولد في 24 فبراير 1965 في برمنغهام في المملكة المتحدة. شارك مع منتخب إنجلترا تحت 21 سنة لكرة القدم. أما مع النوادي، فقد لعب مع كوفنتري سيتي ونادي بورتسموث.

## وصلات خارجية
- لويد ماكغراث على موقع قاعدة بيانات كرة القدم.إي يو (الإنجليزية)
- لويد ماكغراث على موقع Soccerbase.com (لاعب) (الإنجليزية)
- لويد ماكغراث على موقع عالم كرة القدم.نت (الإنجليزية)